# Akihiko Saitō
Akihiko Saitō (斎藤昭彦?, Saitō Akihiko; Tokyo, 5 gennaio 1961 – Iraq, 11 maggio 2005) è stato un militare e mercenario giapponese, guardia di sicurezza privata assassinato in Iraq da insorti islamici.

## Biografia
Dal 1979 al 1981 prestò servizio militare nell'esercito giapponese nella 1ª Brigata paracadutisti. Arruolatosi nella Legione straniera francese raggiunse il grado di sergente maggiore, prestando servizio nel 2º Reggimento paracadutisti per circa venti anni, di cui l'ultimo trascorso presso la sezione di sicurezza del 1º Reggimento straniero, addetta alla verifica motivazionale e giudiziaria dei candidati legionari.
Con l'invasione americana dell'Iraq nel 2003, lasciò il Corpo e s'impiegò in quel paese come guardia di sicurezza privata per la compagnia inglese Hart Security Ltd. con sede a Cipro, ma l'8 maggio 2005 fu catturato e gravemente ferito durante una missione di scorta a un convoglio, da insorti islamici della milizia sunnita Jaish Ansar al-Sunna, una formazione terroristica affiliata ad Al Qaida. Dopo alcune settimane di prigionia fu barbaramente assassinato: l'immagine del suo cadavere insanguinato fu mostrata in una videoregistrazione su Internet.